# Couleuvre d'Esculape
Zamenis longissimus
Pour les articles homonymes, voir Couleuvre et Esculape.
Espèce
Synonymes
- Natrix longissima Laurenti, 1768
- Coluber aesculapi Lacepede, 1789
- Coluber longissimus (Laurenti, 1768)
- Elaphe longissima (Laurenti, 1768)

Statut de conservation UICN

 LC  : Préoccupation mineure
La couleuvre d'Esculape, Zamenis longissimus, anciennement Elaphe longissima, est une espèce de serpents européens de la famille des Colubridae.

## Description

### Adultes

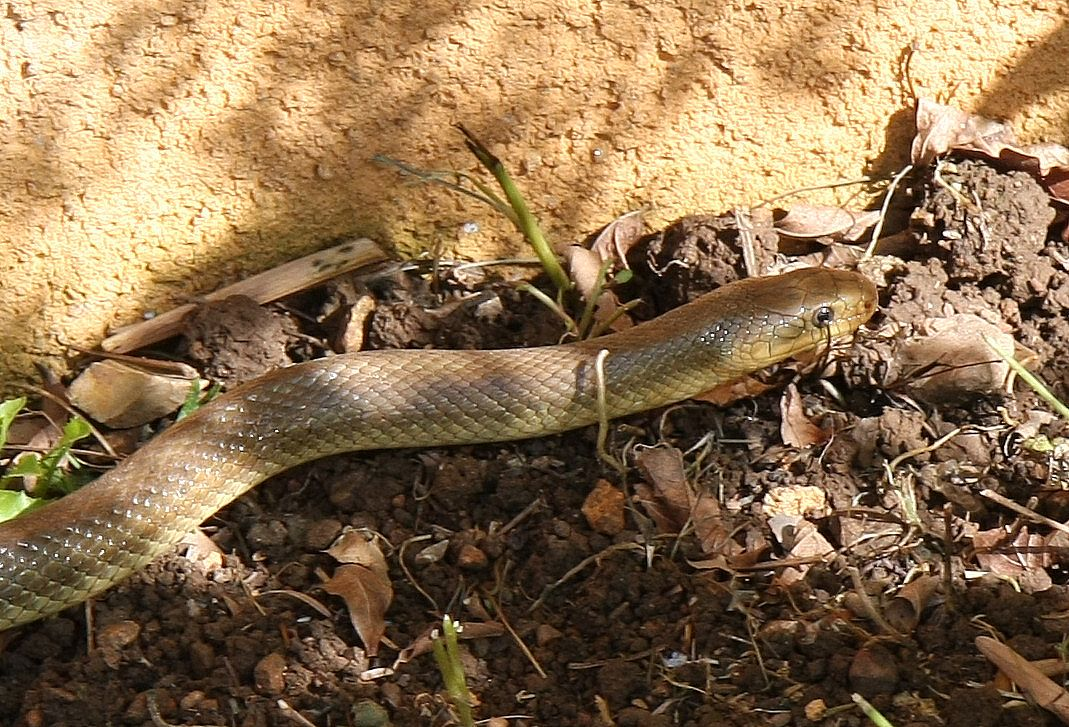
Couleuvre d'Esculape rampant devant un mur.

La couleuvre d'Esculape est un long serpent mesurant environ 110 cm à 160 cm à l'âge adulte (rarement 200 cm). Son corps est assez mince et élancé, avec une tête fine et assez allongée, un museau arrondi et son cou est plus ou moins marqué. Ses yeux sont de taille moyenne avec des pupilles rondes et un iris brun jaunâtre ou grisâtre, parfois un peu orangé.
Les adultes sont en général assez uniformément brun, beige-jaunâtre à olivâtre, plus ou moins foncé ou clair. Quelques individus gris-noir se rencontrent dans les Balkans. La livrée est souvent brillante avec un aspect de bronze. La tête et parfois l'avant du corps ont des tons jaunâtres plus soutenus. Le dos est orné de très fines mouchetures de blanc pur en petits tirés longitudinaux situés sur les bordures des écailles ; elles tendent à disparaître chez les vieux individus. De chaque côté du cou, de larges croissants jaune clair peu marqués sont recourbés vers les temporales ; ils s'estompent également avec l'âge,. Des parties dorsales peuvent avoir des nuances brunes, grisâtres, jaunâtres, ocres, verdâtres. Chez certains individus des bandes longitudinales claires et sombres très peu contrastées apparaissent sur le dos. Les flancs et le ventre sont jaune pâle, unis ou légèrement mouchetés de brun à la séparation dorso-ventrale. Le mélanisme est rare, l'albinisme un peu moins.

### Écailles
Les écailles dorsales sont lisses, plates et vernissées, parfois légèrement carénées dans la région postérieure. Elles sont disposées en 21 ou 23 rangs à mi-corps. Les ventrales sont larges et étroites au nombre de 212 à 248 (anomalies fréquentes) ; elles sont carénées sur leur bordure latérale (arête de chaque côté) ce qui, en association avec une puissante musculature, permet à cette couleuvre d'exploiter les habitats forestiers ou anthropisés (charpentes des bâtiments). Les 60 à 91 urostèges sont divisées ; les anales sont divisées elles aussi.
Les écailles et les plaques sur son front sont triangulaires, aussi large que longue, en contact direct avec les supraoculaires ; les pariétales sont plus longues mais à peu près aussi larges que les frontales. La rostrale légèrement saillante, très peu visible de dessus, plus large que haute, plus ou moins divisée. La grande loréale, aussi haute que longue ; 1 préoculaire de taille sensiblement identique à la 4e supralabiale ; 2 postoculaires et 2+1 temporales ; 8 ou 9 supralabiales (4 et 5 en contact avec l'œil) et 9 ou 10 infralabiales.
Labiales et rostrale jaune pâle, mouchetées supérieurement de brun ; 4e supralabiales séparées de la 5e par une mince ligne verticale sombre ; elle se retrouve plus bas, mais moins nette, entre les 5e et 6e infralabiales. Un petit point blanc bleuté marque postérieurement chaque dorsale.

### Juvéniles
Les jeunes ont un pseudo-collier jaune un peu semblable à celui de la couleuvre à collier. Ce pseudo-collier peut persister chez les jeunes adultes. Les juvéniles sont vert clair ou vert marron avec de nombreuses petites taches foncées sur le corps et ont deux lignes légèrement plus foncées qui se trouvent en haut des flancs. La tête des juvéniles dispose également de plusieurs taches sombres distinctives, un sabot sur l'arrière de la tête, entre les bandes du cou jaune, et deux autres paires de taches, une bande horizontale allant de l'œil au cou, et une courte bande verticale reliant l'œil avec le quatrième au cinquième écailles labiales supérieures .

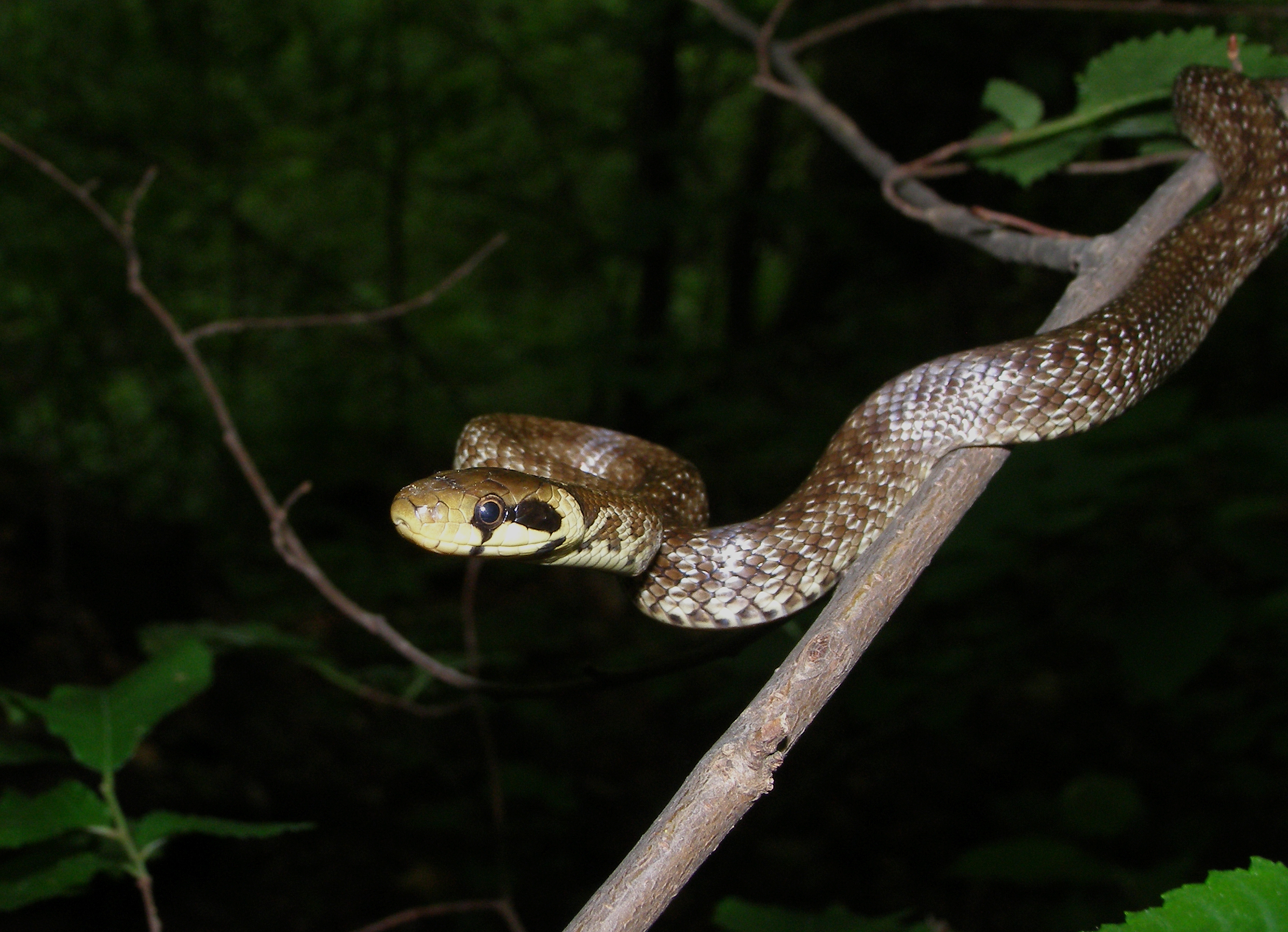
Un juvénile, Roumanie.
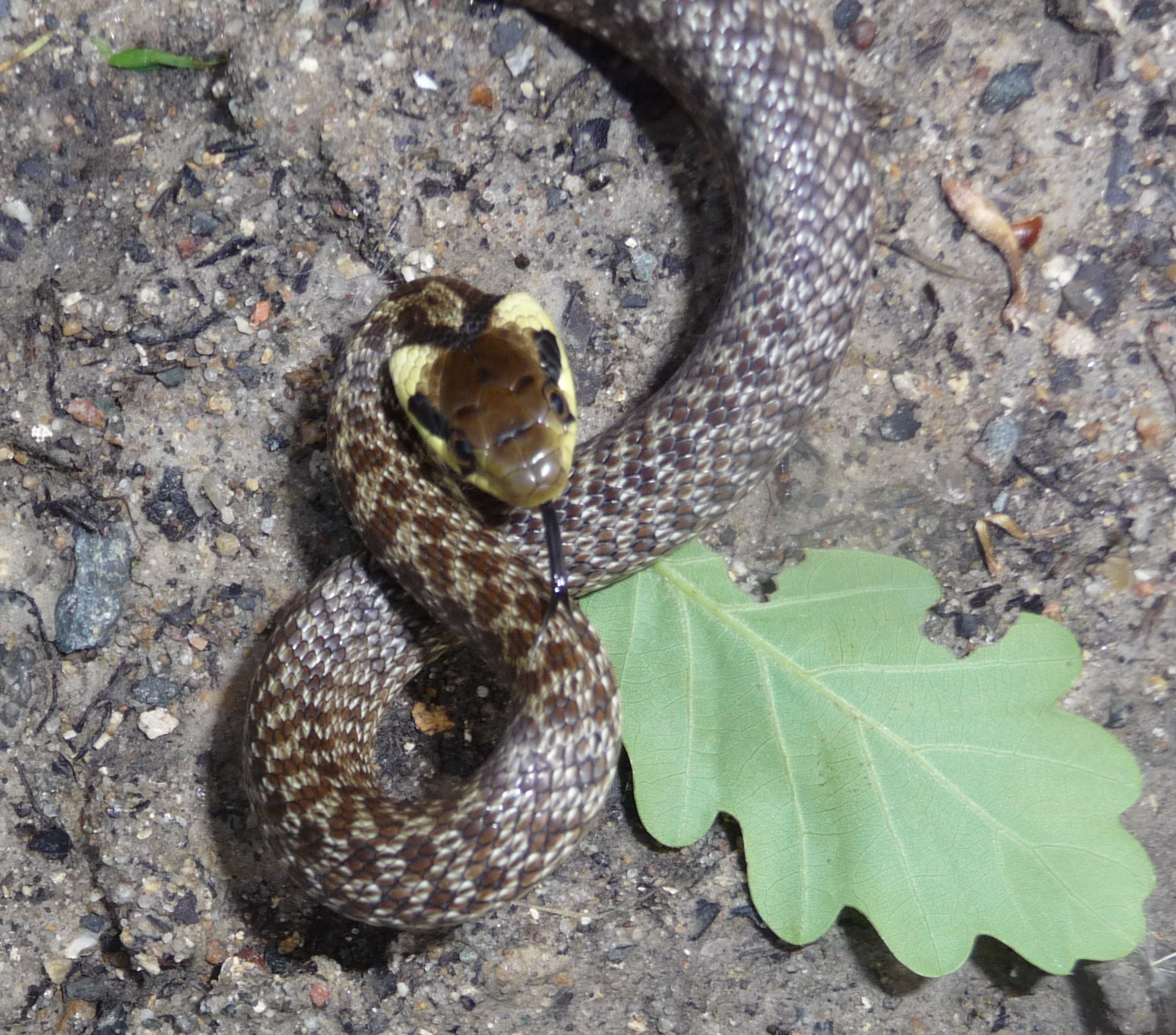
Juvénile en position défensive, France.
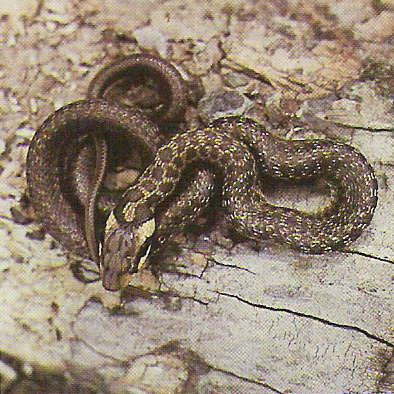
Juvénile, Suisse.

## Répartition

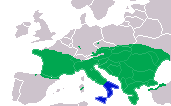
vert : Zamenis longissimus
bleu : Zamenis lineatus

La distribution de la couleuvre d'Esculape couvre de nombreuses régions d'Europe du Sud et d'Europe moyenne, jusqu'aux environs du 49e parallèle au nord de son aire. Elle est présente dans la majorité des régions de France métropolitaine, sauf dans les parties les plus septentrionales et la Corse. Elle arrive au nord jusqu'aux environs de la latitude de Paris et de la Normandie, jusqu'à la partie sud du département du Calvados. Sa distribution est cependant discontinue en France avec de nombreuses et larges lacunes un peu partout dans le pays. En Espagne elle est présente seulement dans les Pyrénées espagnoles et sur la côte septentrionale. Elle peuple la majeure partie de l'Italie (à l'exception du Sud et de la Sicile), et la quasi-totalité de la péninsule des Balkans (hormis quelques extrémités de la Grèce), et certaines parties de l'Europe centrale et orientale en arrivant au nord jusque dans les Carpates : le sud de la Suisse, les régions basses de l'Autriche, le sud de la Tchéquie (Moravie), la Hongrie, la Slovaquie, l’extrême sud de la Pologne, et le sud-ouest de l'Ukraine. Des populations plus isolées sont connues en Allemagne occidentale (Schlangenbad, Odenwald, Salzach inférieur), et d'autres le long de la frontière sud-est (près de Passau) reliées à la zone de distribution contiguë en Autriche. Une population isolée dans le nord-ouest de la Tchéquie, près de Karlovy Vary, constitue la population la plus septentrionale connue de nos jours.
On trouve également une aire séparée au sud du Grand Caucase, sur les rives russe, géorgienne et turque de la mer Noire. Deux autres enclaves sont référencées, la première autour du lac d'Ourmia dans le nord-ouest de l'Iran, et sur le versant nord du mont Ararat dans l'est de la Turquie.
Une hypothèse avait été émise selon laquelle certaines parties de la répartition géographique de l'espèce pourraient être le résultat de placements intentionnels de ces serpents par les Romains dans les temples d'Asclépios, dieu de la médecine classique, où ils étaient importants dans les rituels médicaux et le culte du dieu,. Mais à la lumière des études génétiques récentes et des fossiles, la plupart des populations européennes, même les plus nordiques, sont aujourd'hui perçues comme étant vraisemblablement autochtones.
Selon les nombreux sub-fossiles retrouvés, l'aire de répartition de la couleuvre d'Esculape montait bien plus au nord qu'aujourd'hui en Europe durant la période de l'Atlantique, il y a environ 8 000 à 5 000 ans, soit dans la première moitié de l'Holocène, période où le climat était plus chaud qu'à l'ère moderne. Des sub-fossiles datant de cette période sont trouvés au nord jusqu'au Danemark. La population septentrionale tchèque actuelle est maintenant considérée comme un vestige autochtone de cette distribution maximale. Sur la base des résultats des analyses génétiques, cette population de Tchéquie est plus apparentée aux populations des Carpates. Cela vaut sans doute aussi pour les populations allemandes actuelles.
Une population localisée a même survécu au Danemark jusqu'aux temps historiques, et elle fut observée et prélevée par les naturalistes danois durant une assez longue période, du XVIIe siècle jusqu'à la fin du XIXe siècles, puis considérée comme disparue dans les années 1900. Trois individus collectés vivants dans le sud de l'île de Seeland en 1810, 1851 et 1863, puis conservés jusqu'à aujourd'hui dans l'éthanol dans des muséums danois, ont pu être analysés génétiquement pour déterminer leurs affinités avec les populations actuelles de l'espèce. Comme pour la population relictuelle tchèque, ils sont génétiquement plus proches des populations des Balkans et des Carpates, mais plus éloignés des populations de Grèce, d'Italie ou de France. Les scientifiques pensent donc aujourd'hui que cette population danoise des temps modernes était probablement relictuelle et autochtone, descendante des populations qui ont peuplé l'Europe centrale et septentrionale depuis le refuge glaciaire des Balkans, et qui étaient arrivées jusqu'au Danemark à la faveur de l'optimum climatique de l'Holocène.
Il y a aussi des fossiles montrant une présence dans le sud de l’Angleterre, pendant les périodes interglaciaires précédentes, mais ces populations ont été chassées au sud lors des glaciations. Ces contractions et extensions de l'aire de répartition en Europe semblent avoir eu lieu plusieurs fois au cours du Pléistocène.
Deux populations actuelles en Grande-Bretagne de couleuvres d'Esculape découlent d'introductions récentes à partir d'échappées de captivité. La plus ancienne se trouve dans le voisinage de la Mountain Zoo Welsh près de Conwy dans le nord du pays de Galles. Cette population a persisté et s'est reproduite pendant au moins les 30 dernières années. Une seconde, la population la plus récente a été trouvée dans et autour de Regent's Park à proximité de Regent's Canal à Londres et les comptages montrent une population de 30 individus. Les spécialistes soupçonnent cette colonie d'être passée inaperçue pendant quelques années.

## Sous-espèces et espèces proches
Zamenis longissimus est désormais considérée comme une espèce monotypique, car ne comportant plus de sous-espèce reconnue.
L'ancienne sous-espèce Zamenis longissimus romanus (autrefois Elaphe longissima romana), qui peuple le sud de l'Italie et la Sicile, a été élevée au rang d'espèce séparée : Zamenis lineatus. Cette couleuvre est de taille assez similaire ou un peu moins grande, de couleur plus claire avec des lignes sombres sur le dos et les flancs, et des yeux à iris rouge-orange.
Les populations auparavant classées comme Elaphe longissima vivant dans le sud-est de l'Azerbaïdjan et les forêts du nord de l'Iran ont aussi été reclassées par Nilson et Andrén en 1984 comme Elaphe persica, maintenant Zamenis persicus. Cette espèce est nettement moins grande avec une coloration plus variable d'un individu à l'autre, parfois plus sombre, et avec aussi un iris rougeâtre.

## Habitat

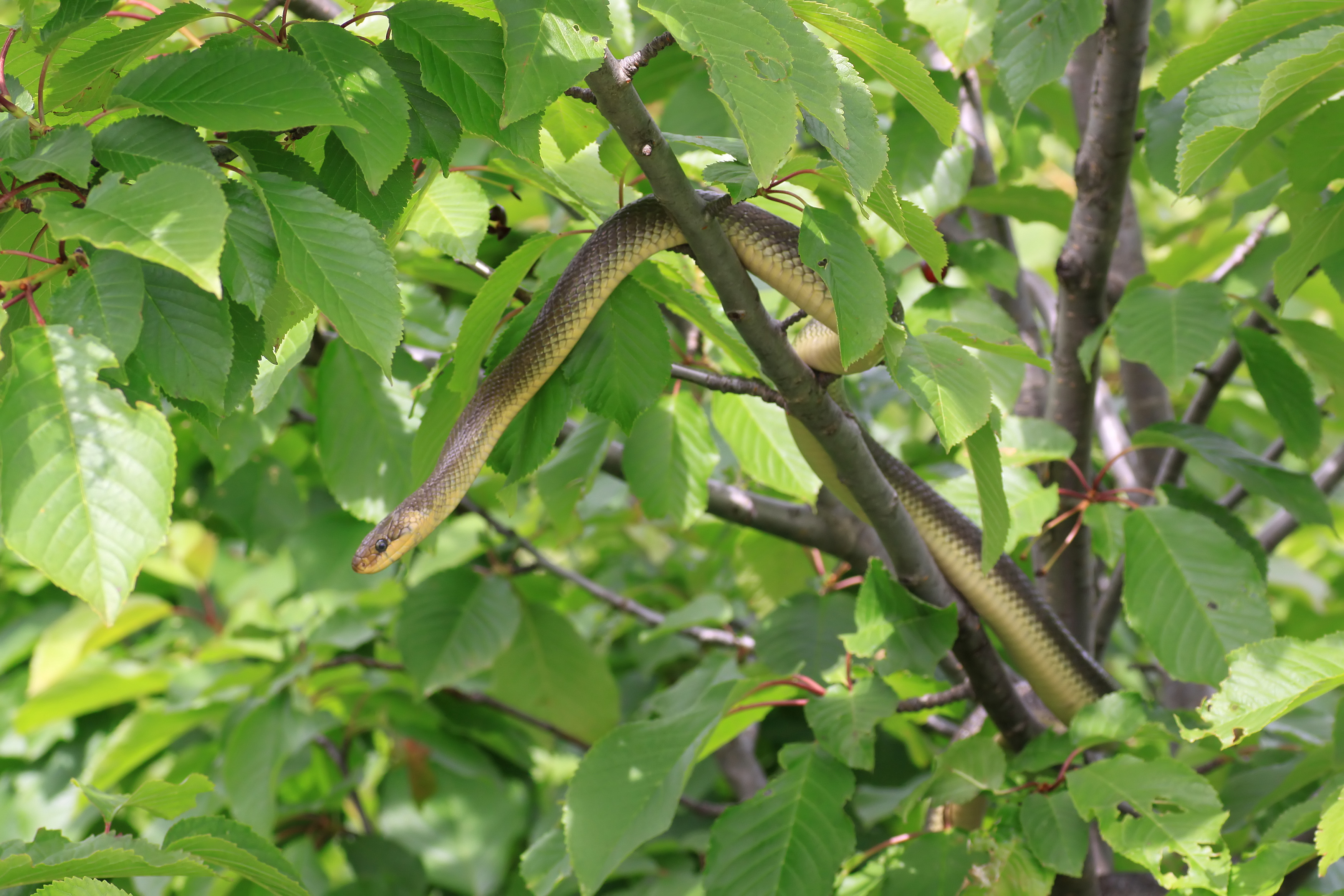
Dans un cerisier en Autriche.

La couleuvre d'Esculape est le serpent européen le plus adapté à la forêt tempérée. Elle préfère les boisements clairs dotés de trouées et clairières qui lui fournissent des zones d'insolation. Elle apprécie les châtaigneraies et les chênaies claires, les forêts alluviales et les lieux arborés le long des fleuves et rivières, mais aussi les pentes rocheuses partiellement boisées et les coteaux envahis de buissons. On la rencontre aussi dans les campagnes dotées de haies et d'arbres,. En Bourgogne par exemple, elle est surtout présente dans les bocages denses.
Les lisières forestières, les anciennes carrières, les friches et autres broussailles, les voies ferrées, les talus, les rocailles, les ruines, les vieux murs envahis de lierre et les murets ou tas de pierres lui sont favorables. Elle apprécie la présence d'endroits chauds et ensoleillés au sein de son habitat. Mais bien qu'elle soit une espèce plutôt thermophile, elle ne l'est pas autant que la couleuvre verte et jaune. Elle fuit les excès de chaleur et elle a régulièrement besoin d'ombre et d'une certaine humidité ambiante qu'elle trouve sous le couvert arboré ou arbustif. Elle est donc surtout favorisée par les habitats assez hétérogènes qui lui fournissent une mosaïque de milieux.

## Alimentation

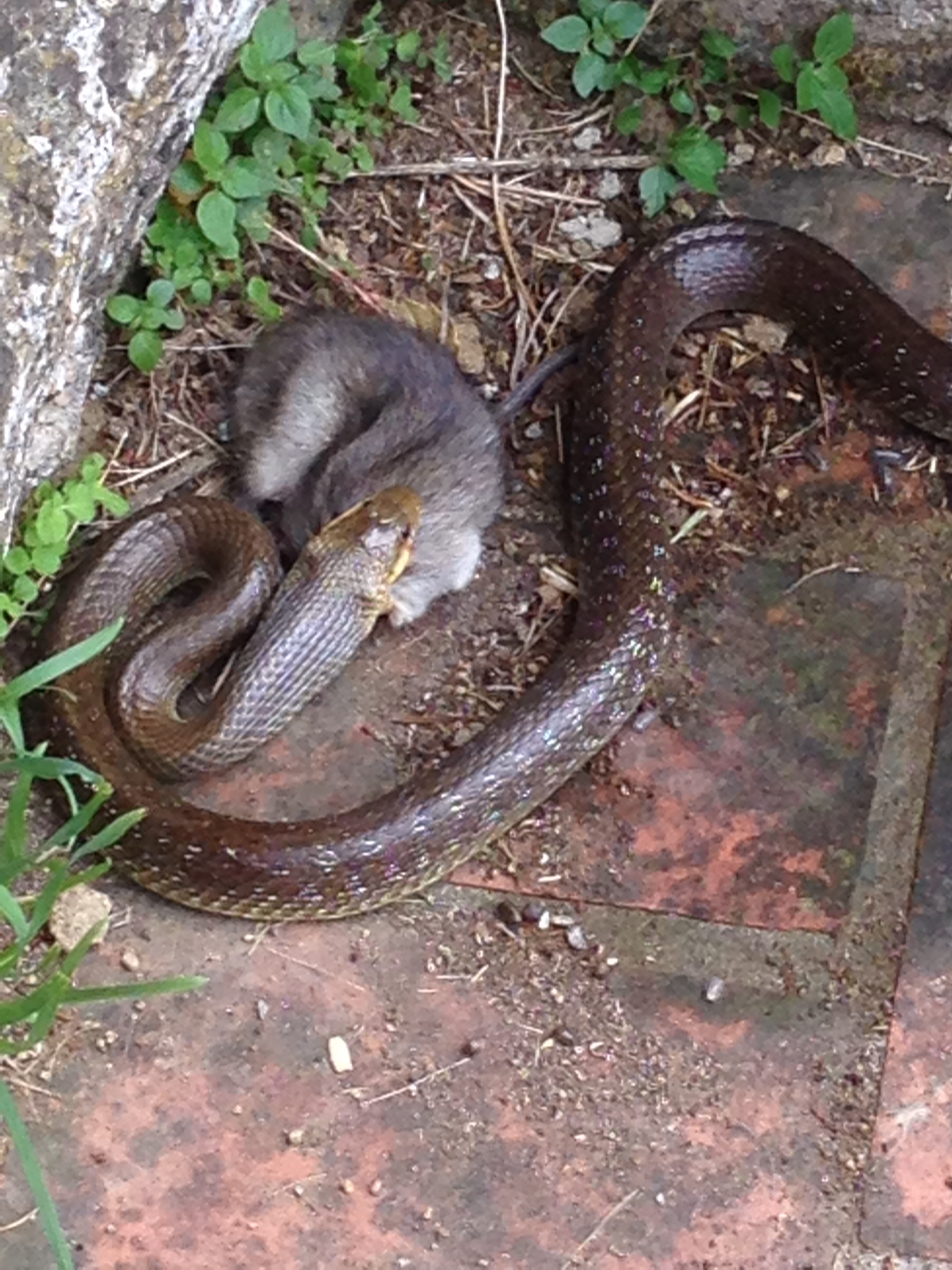
Une couleuvre d'Esculape en train d'avaler un rat surmulot. Toscane, Italie.

Elle se nourrit principalement de petits mammifères (campagnols, mulots, rats, souris, etc) qu'elle étouffe par constriction. En second lieu, elle grimpe dans les arbres et arbustes pour manger des oisillons et des œufs dans les nids ou chasser des oiseaux à l'affût. Les jeunes consomment surtout des lézards et des jeunes rongeurs.

## Reproduction
Les accouplements  ont lieu à la sortie de l'hivernation, en avril-mai. Les combats entre mâles sont fréquents. Ils durent jusqu'à une demi-heure. La femelle pond 2 à 18 œufs oblongs ou en poire, de 35-60 x 17-25 mm. Les nids sont dans des trous d'arbre, ou dans le sol dans des matériaux en fermentation, souvent avec des œufs de couleuvre à collier.
Les mâles atteignent leur maturité vers la taille de 100 cm, les femelles vers 85 cm. La longévité est de 25-30 ans.

## Mode de vie et comportement
C'est un serpent diurne. En été elle prend ses bains de soleil généralement le matin, puis elle se retire à l'ombre et recherche des proies plutôt l'après-midi. Par temps chaud elle peut être active le soir ou sous la pluie. Elle hiverne durant la mauvaise saison, sur une durée de 4 à 6 mois selon le climat local.
Elle vit principalement au sol mais c'est une excellente grimpeuse, que l'on peut rencontrer postée dans les arbustes et les arbres jusqu'à plus de 15 m de hauteur. Elle peut escalader des troncs d'arbres verticaux sur plusieurs mètres si l'écorce est rugueuse grâce à ses écailles ventrales carénées. Elle monte aussi parfois jusqu'aux combles des habitations ou les balcons, à la recherche de proies. Elle se déplace assez doucement avec élégance.
La couleuvre d'Esculape n'est pas venimeuse et elle est totalement inoffensive pour l'homme. Elle a de plus un tempérament assez paisible. Elle n'est pas aussi rapide et réactive que la couleuvre verte et jaune par exemple, et paraît aussi moins craintive. Lorsqu'un danger approche, elle compte plutôt sur son camouflage constitué par sa coloration et ne cherche pas toujours à fuir, elle cherche plutôt à se cacher discrètement, ou reste sans trop bouger le temps que le danger passe. Elle est ainsi assez facile à observer de près lorsqu'on a réussi à la détecter, mais elle passe le plus souvent inaperçue. Si elle est attrapée, elle se laisse parfois faire sans trop résister si elle n'est pas brusquée. Mais dans certains cas elle peut siffler, ouvrir la gueule, mordre fortement à plusieurs reprises et s'enrouler autour du bras en serrant un peu, puis elle se calme rapidement. Sa morsure est généralement peu douloureuse bien que ses très petites dents puissent causer des saignements superficiels. Elle peut aussi déféquer et émettre une odeur nauséabonde en vidant ses glandes cloacales.

## Protection
C'est une espèce protégée en France. Il est totalement interdit de la perturber intentionnellement, la capturer, de la blesser et a fortiori de la tuer.

## Mythologie et Histoire

La coupe d'Hygie, ou caducée pharmaceutique, emblème de la pharmacie française.

Asclépios, le Dieu-médecin des Grecs anciens, devenu Esculape à Rome, portait dans sa main droite un bâton entouré d'un serpent ; on pense de nos jours qu'il s'agissait de cette grande couleuvre à la brillante livrée. C'est aussi elle que l'on retrouverait autour du bâton d'Asclépios, de nos jours emblème des médecins (et de la coupe d'Hygie pour les pharmaciens).
Les Romains vénéraient Esculape sous la forme terrestre d'un Serpent long et "blanc" ; ils devaient poser à cette couleuvre des questions sur la guérison de leurs maux, les réponses étant données par l'intermédiaire des prêtres. Elles étaient donc gardées en captivité dans les temples et même dans les maisons des Ophidiens vivants (que l'on suppose de l'espèce Elaphe longissima, les couleuvres de Montpellier s'apprivoisant moins bien), dans des fosses ou des vases de terre. On a longtemps pensé que les Romains envahissant la Gaule auraient emporté avec eux ces poteries, et que les individus échappés des temples auraient peuplé les différentes régions françaises. À noter que la forme existant en France est la nominative et non la romana.

On retrouve la relation entre médecine et Elaphe longissima dans les traditions populaires germaniques et celtiques, où les connaissances médicales pouvaient être acquises par ingestion de la chair bouillie d'un serpent "blanc" (Morris).
En 1759 dans son dictionnaire du règne animal, le naturaliste  M. de la Codre de Beaubreil dit de cette espèce que « c'est le seul serpent qui fasse du bien », mais que même s'il est petit et doux il mord quand on l'irrite. Ses excréments ont parfois l'odeur de musc ajoute-t-il. Selon lui, il était si présent et familier en Italie « qu'on en trouve dans les lits et qu'ils vivent avec les hommes » et à Rome, « on nourrissoit ces serpens dans les maisons » ; de même - selon Léon Albatius - dans l'île de Lemnos. « En Afrique, et sur une montagne de Mauritanie, nommée Ziz, ils vont ça & là, & dans le temps du dîner, viennent chercher les miettes qui tombent des tables. Scaliger assure que la même chose arrive chez les habitans des Pyrénées. Dans la Norvège, ils se nourrissent du lait de Vaches & de Brebis qu'ils tettent. On en trouve souvent dans le berceau des enfans ; ils dorment avec eux, & sont leurs fidèles gardiens ».
Selon lui les Anciens consacraient cette espèce à Esculape et les Grecs le nommaient « serpent joufflu » ou « serpent à grosses babines » à cause de sa large mâchoire. Ce nom pourrait plutôt correspondre à la couleuvre à quatre raies (Elaphe quatuorlineata) couleuvre plus grosse commune en Italie péninsulaire et en Grèce, et dont le tempérament est aussi paisible, qu'à la couleuvre d'Esculape dont les mâchoires sont plus étroites. Élien le nomme Pareas. Selon Pline l'Ancien, à moins que leur semence n'eut été consumée par le feu, il n'est pas possible de s'opposer à leur fécondité. De nombreux auteurs disent qu'il émet une odeur particulière, de musc selon certains. Des auteurs anciens en distinguent plusieurs variétés. Albertus Seba donne la description de sept sortes de « Serpens Esculape » venant d'Europe (dont il précise qu'ils se nourrissent de petits mammifères dont il a trouvé des restes en disséquant ces serpents ; « Loirs, & Mulots ou Rats champêtres », etc., d'Amérique et d'Orient.

## Publication originale
- Laurenti, 1768 : Specimen medicum, exhibens synopsin reptilium emendatam cum experimentis circa venena et antidota reptilium austriacorum, Vienna Joan Thomae, p. 1-217 (texte intégral).